# Mario Zucchelli
Mario Zucchelli (Crevalcore, 13 luglio 1944 – Bologna, 24 ottobre 2003) è stato un ingegnere e ricercatore italiano, presidente del Consorzio per l'Antartide dell'ENEA, per sedici anni principale organizzatore del programma nazionale di ricerche del MIUR in Antartide (PNRA).

A lui è intitolata la stazione scientifica situata  nell'area denominata Baia Terra Nova, sul Mare di Ross.

## Biografia
Nato a Crevalcore, in provincia di Bologna, nel 1944, negli anni Settanta conseguì la laurea in Ingegneria nucleare,  e fu assunto dal Comitato Nazionale per l'Energia Nucleare (ora ENEA) nell'ambito del Programma Reattori Veloci di Bologna.
Nel settembre 1987 fu nominato responsabile del Programma Nazionale di Ricerche in Antartide (PNRA) e in tale veste ha condotto ben quindici spedizioni in Antartide.
È deceduto prematuramente il 24 ottobre 2003, pochi giorni dopo essere stato insignito della Medaglia d'oro dal Presidente della Repubblica Carlo Azeglio Ciampi.